# Varois-et-Chaignot
Varois-et-Chaignot est une commune française située dans le département de la Côte-d'Or en région Bourgogne-Franche-Comté.

## Géographie

### Climat
Pour des articles plus généraux, voir Climat de la Bourgogne-Franche-Comté et Climat de la Côte-d'Or.
En 2010, le climat de la commune es/ref>. En 2020, Météo-France publie une typologie des climats de la France métropolitaine dans laquelle la commune est exposée à un climat océanique altéré et est dans la région climatique  Bourgogne, vallée de la Saône, caractérisée par un bon ensoleillement (1 900 h/an), un été chaud (18,5 °C), un air sec au printemps et en été et des vents faibles. 
Pour la période 1971-2000, la température annuelle moyenne est de 10,5 °C, avec une amplitude thermique annuelle de 17,5 °C. Le cumul annuel moyen de précipitations est de 764 mm, avec 11,1 jours de précipitations en janvier et 7,7 jours en juillet. Pour la période 1991-2020, la température moyenne annuelle observée sur la station météorologique de Météo-France la plus proche, « Dijon Toison », sur la commune de Dijon à 7 km à vol d'oiseau, est de 11,5 °C et le cumul annuel moyen de précipitations est de 771,8 mm,. Pour l'avenir, les paramètres climatiques de la commune estimés pour 2050 selon différents scénarios d'émission de gaz à effet de serre sont consultables sur un site dédié publié par Météo-France en novembre 2022.

## Urbanisme

### Typologie
Au 1er janvier 2024, Varois-et-Chaignot est catégorisée bourg rural, selon la nouvelle grille communale de densité à 7 niveaux définie par l'Insee en 2022.
Elle est située hors unité urbaine. Par ailleurs la commune fait partie de l'aire d'attraction de Dijon, dont elle est une commune de la couronne,. Cette aire, qui regroupe 333 communes, est catégorisée dans les aires de 200 000 à moins de 700 000 habitants,.

### Occupation des sols
L'occupation des sols de la commune, telle qu'elle ressort de la base de données européenne d’occupation biophysique des sols Corine Land Cover (CLC), est marquée par l'importance des territoires agricoles (90,3 % en 2018), en diminution par rapport à 1990 (93,8 %). La répartition détaillée en 2018 est la suivante : 
terres arables (90,3 %), zones urbanisées (9,7 %), forêts (0,1 %). L'évolution de l’occupation des sols de la commune et de ses infrastructures peut être observée sur les différentes représentations cartographiques du territoire : la carte de Cassini (XVIIIe siècle), la carte d'état-major (1820-1866) et les cartes ou photos aériennes de l'IGN pour la période actuelle (1950 à aujourd'hui).

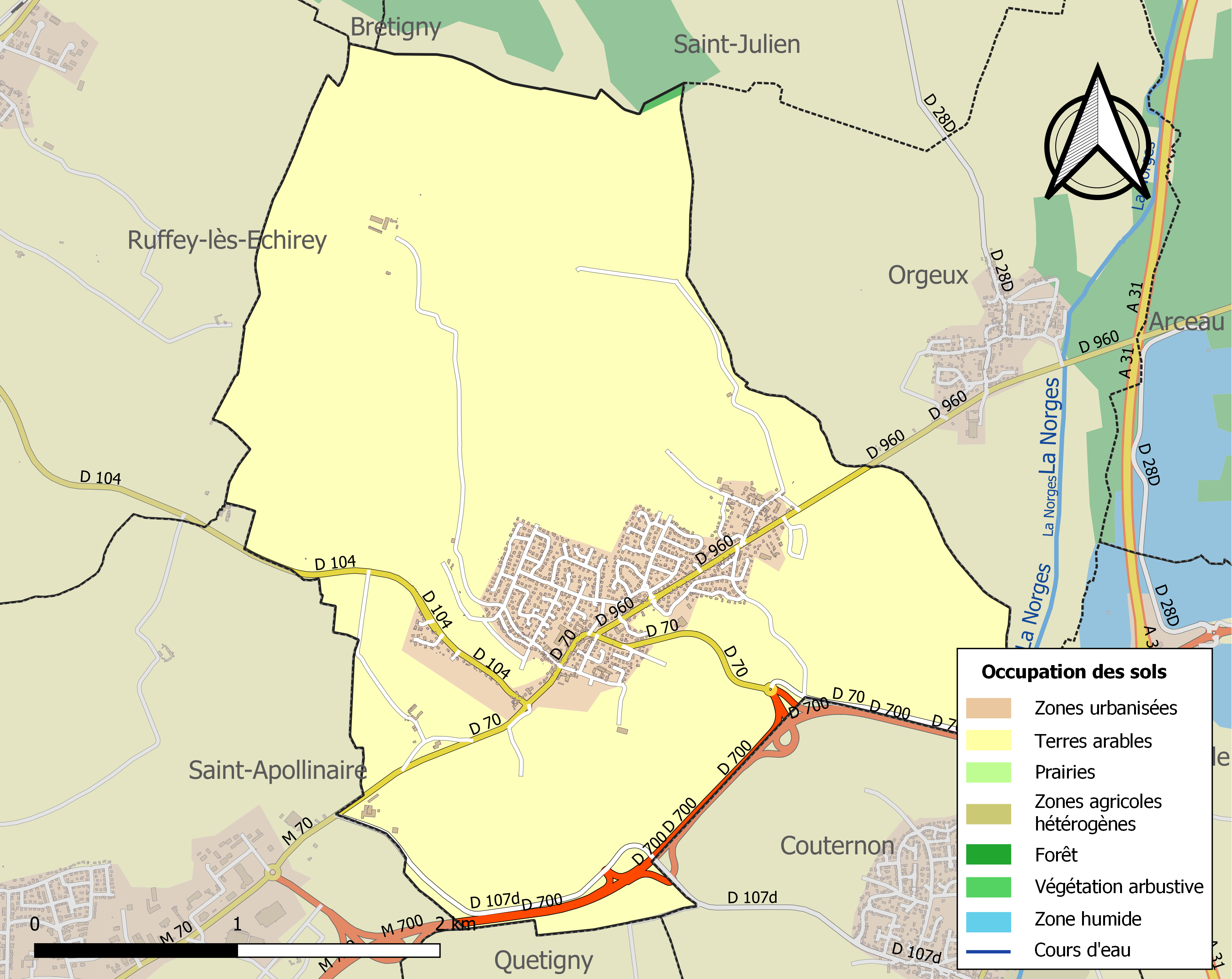
Carte des infrastructures et de l'occupation des sols de la commune en 2018 (CLC).

## Politique et administration

### Liste des maires
| Période                                  | Période              | Identité                       | Étiquette | Qualité |
| ---------------------------------------- | -------------------- | ------------------------------ | --------- | --- |
| Les données manquantes sont à compléter. |                      |                                |           | |
| avant 1973                               | mars 1977            | Julien Dubois                  |           | |
| mars 1977                                | mars 1983            | Jean-Louis Brousse (1922-2024) |           | Commerçant, maire honoraire                                                                                                 |
| mars 1983                                | octobre 2004         | Pierre Aubert                  |           | |
| octobre 2004                             | octobre 2009 (décès) | Gérard Dubois                  |           | |
| novembre 2009                            | mai 2020             | Vincent Delatte                | SE        | Consultant gestion Vice-président de la CC Plaine des Tilles                                                                |
| mai 2020                                 | En cours             | Pierre Jobard                  | SE        | Directeur des ressources humaines retraité Premier adjoint au maire (2009 → 2020) 5e vice-président de la CC Norge et Tille |

## Démographie
L'évolution du nombre d'habitants est connue à travers les recensements de la population effectués dans la commune depuis 1793. Pour les communes de moins de 10 000 habitants, une enquête de recensement portant sur toute la population est réalisée tous les cinq ans, les populations de référence des années intermédiaires étant quant à elles estimées par interpolation ou extrapolation. Pour la commune, le premier recensement exhaustif entrant dans le cadre du nouveau dispositif a été réalisé en 2006.

En 2022, la commune comptait 2 068 habitants, en évolution de +7,09 % par rapport à 2016 (Côte-d'Or : +0,82 %, France hors Mayotte : +2,11 %).
| 1793 | 1800 | 1806 | 1821 | 1836 | 1841 | 1846 | 1851 | 1856 |
| ---- | ---- | ---- | ---- | ---- | ---- | ---- | ---- | ---- |
| 256  | 255  | 245  | 266  | 281  | 262  | 292  | 307  | 303  |

| 1861 | 1866 | 1872 | 1876 | 1881 | 1886 | 1891 | 1896 | 1901 |
| ---- | ---- | ---- | ---- | ---- | ---- | ---- | ---- | ---- |
| 294  | 279  | 264  | 253  | 312  | 576  | 604  | 512  | 443  |

| 1906 | 1911 | 1921 | 1926 | 1931 | 1936 | 1946 | 1954 | 1962 |
| ---- | ---- | ---- | ---- | ---- | ---- | ---- | ---- | ---- |
| 512  | 450  | 258  | 267  | 248  | 266  | 225  | 305  | 320  |

| 1968 | 1975  | 1982  | 1990  | 1999  | 2006  | 2011  | 2016  | 2021  |
| ---- | ----- | ----- | ----- | ----- | ----- | ----- | ----- | ----- |
| 390  | 1 036 | 1 369 | 1 717 | 1 960 | 1 979 | 2 013 | 1 931 | 2 029 |

| 2022  | - | - | - | - | - | - | - | - |
| ----- | - | - | - | - | - | - | - | - |
| 2 068 | - | - | - | - | - | - | - | - |

## Lieux et monuments

### Fort de Varois
Le fort de Varois fait partie du complexe défensif autour de Dijon établi pour la défense de la frontière de l’Est, dans les années 1870.

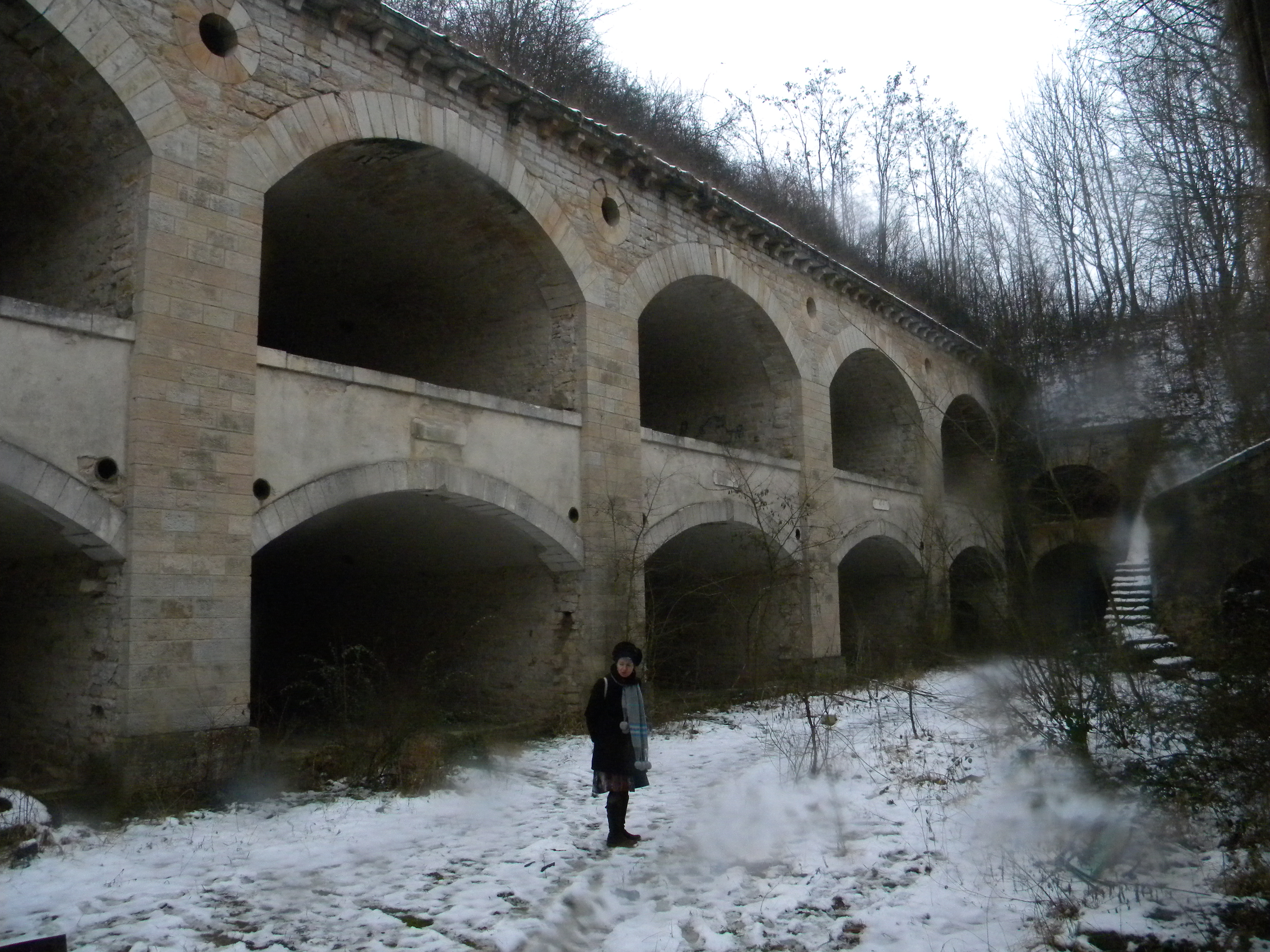
Le Fort de Varois

Il affecte la forme d’un « trapèze équilatéral », délimité par les fossés et fortifications. L’ensemble des constructions est recouvert de terre végétale. 

Il fut tout d’abord occupé par la garnison du 27e régiment d'infanterie, puis, à l’occasion des deux guerres mondiales, comme camp de prisonniers. Déclassé en  1954, remis aux Domaines, converti en auberge de jeunesse, il fut acquis en 1972 par la ville de Dijon, mis à disposition de la base aérienne 102 entre 1982 et 1985, puis vendu à un propriétaire privé, monsieur Jean-Pierre Coron, qui y a installé son entreprise entre 2005 et 2007. Non occupé et régulièrement squatté jusqu'en 2022.   
Depuis avril 2022, un groupe de 12 personnes a repris le site, qui est désormais non accessible en dehors des visites organisées, avec l'ambition de le restaurer et de l'inclure dans le  paysage culturel de la Bourgogne. 
Il occupe une superficie de 9,87 hectares, dont environ 3 000 m2 habitables, en deux corps de bâtiments, sur trois niveaux, correspondant aux casernements, ouvrages de défenses, batteries, chambre à poudre. Caponnières, casemates, fossés et défenses représentent le reste de la surface construite.
Le fort de Varois est inscrit à l'inventaire supplémentaire des monuments historiques le 11 avril 2007.

## Culture

### Héraldique
| Blason | Blasonnement : De gueules à la fasce ondée d'or soutenue d'une autre fasce d'argent, accompagnée de trois étoiles du même rangées en pal. |

### Jumelages
- Hamm am Rhein (Allemagne) depuis 1983